# 국호
국호(國號) 또는 국명(國名)은 국가의 이름이다. 보통 왕조의 발상지 이름을 취하거나 뜻을 따라서 정하였다.

## 연원

### 한국
한반도에서 국호의 발생은 부족명에서 시작한 것이 많다. 부여·고구려·백제·신라·가야 등이 그 대표적인 것이다. 부여라는 이름은 그 어원이 ‘사슴’을 뜻하는 만주어(‘puhu')에서 유래했다는 주장도 있듯이, 사슴을 토템으로 믿던 부여족이 주거 지역을 옮겨 동부여·북부여를 세우기도 하였다.

## 같이 보기
- 주권
- 주권국
- 나라 목록
- 미승인 국가 목록